# João Lemos Esteves
João Lemos Esteves é um docente universitário de Direito e colunista português.

## Biografia
Natural da Gafanha da Nazaré, é licenciado e mestre em Direito pela Faculdade de Direito da Universidade de Lisboa. Nesta mesma faculdade, é assistente convidado de Direito Civil, Direito Comercial, Contencioso, Direito Constitucional, Ciência Política e Teoria do Estado.
É militante do Partido Social Democrata (PPD/PSD) e assume-se, na opinião publicada, como marcadamente de direita e apologista das figuras de proa desta área política no plano internacional, como Jair Bolsonaro e Donald Trump.
Foi colaborador do jornal Expresso, com uma coluna intitulada "Politicoesfera", e do jornal I. Atualmente, escreve para o jornal Sol, sobre política, e para o semanário angolano Mercado, sobre assuntos jurídicos. Apresentou uma rubrica televisiva no programa Curto Circuito da SIC Radical, tendo contado no seu último episódio com a presença de Marcelo Rebelo de Sousa. Tem participado em outros programas de televisão onde comenta temas jurídicos e políticos.
Foi um dos fundadores do movimento espontâneo "Jovens com Marcelo" que, em 2009, apoiou uma possível candidatura de Marcelo Rebelo de Sousa à liderança do PPD/PSD.
Em Abril de 2021, foi noticiado que o historiador José Pacheco Pereira iria entregar, no Departamento de Investigação e Acção Penal do Ministério Público, em Lisboa, uma queixa-crime contra Lemos Esteves, acusando-o de doze mentiras. Pois, a 9 de Janeiro, Lemos Esteves publicou no jornal Sol um texto que reproduz “o que ouviu dizer e que tomou a informação como verdadeira por ter um fundamento sério”. Mais tarde, em tribunal, confessou ter inventado e indemniza Pacheco Pereira. Nesse texto, com o título “Pacheco Pereira, afirmava de forma mentirosa que o Ayatollinho que apela ao antissemitismo (what a nasty man!)”, disse que “Pacheco Pereira é presença assídua nas festas da embaixada do Irão em Lisboa”; que Pacheco Pereira “é uma espécie de consultor especial do embaixador do Irão em Portugal”; que “há uma empresa de political intelligence em Portugal que presta consultoria comunicacional e de lobby à embaixada do Irão em Lisboa” e que a “rede inclui o Ayatollinho Pacheco”; que o Irão lhe “concede” “luxos e privilégios”; que por isso o historiador tem de “mostrar serviço aos Ayatollahs”; que Pacheco Pereira fez “viagens de luxo a Teerão pagas pela embaixada do Irão”; que Lemos Esteves sabe “o que ele lá andou a fazer” e “o lobby que fez e faz”; que Pacheco Pereira tem um “potencial envolvimento com o Movimento BDS e organizações terroristas” financiadas pelo Irão; que Lemos Esteves sabe “sobre um certo contrato com uma certa realidade político-administrativa portuguesa e a intervenção dos seus donos iranianos e do BDS nessa negociata”; e, finalmente, que um “amigo imaginário e imaginado” lhe “fez chegar os talking points que estão na base do artigo do Ayatollinho” publicado nesse mesmo sábado no jornal Público. Instado a provar todos estes argumentos, nunca o fez, apresentando apenas no jornal Sol um vago pedido de desculpas.

## Obras publicadas

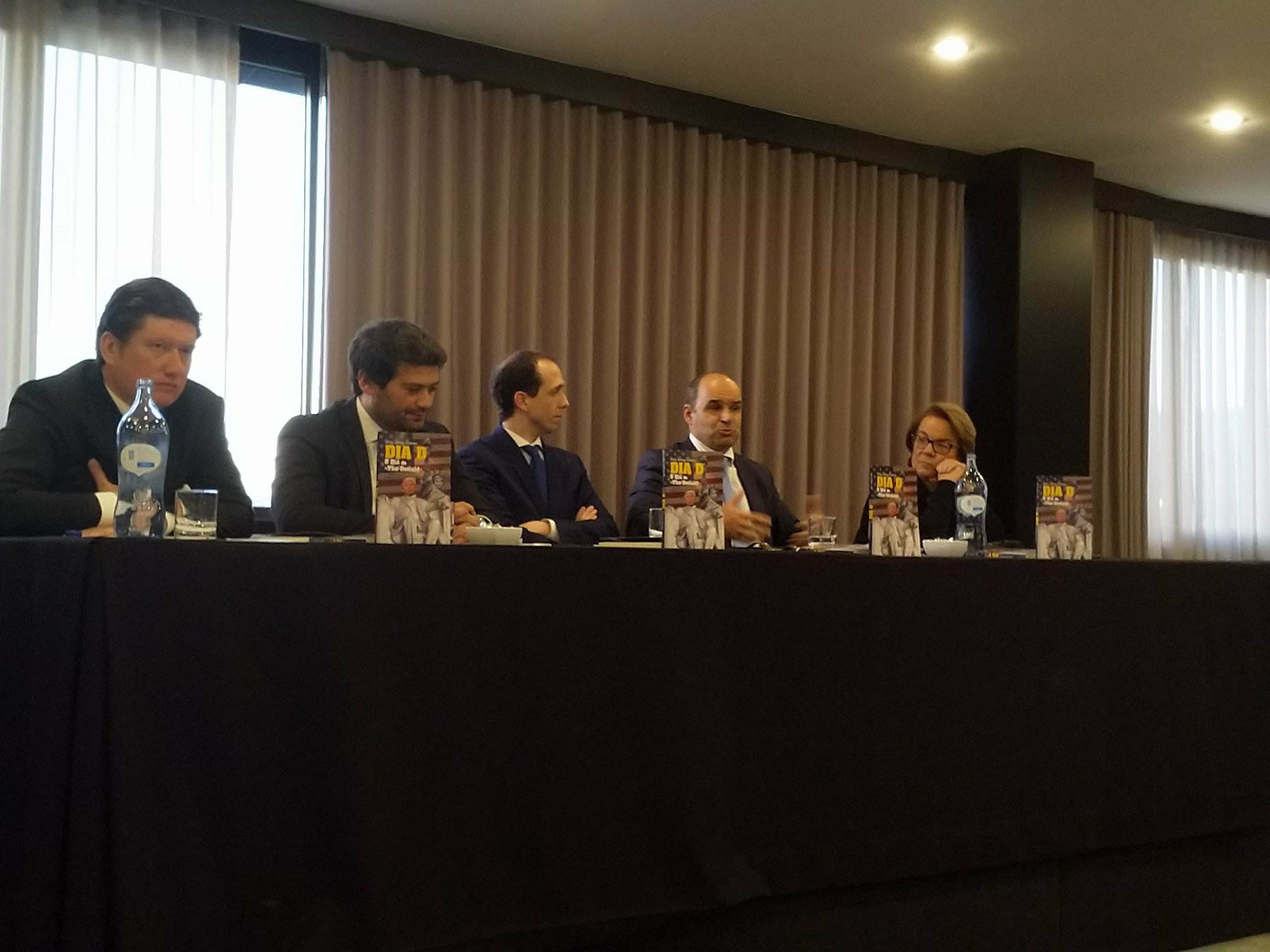
Lançamento de Dia D - O Dia de “The Donald”, com Paulius Kuncinas, André Ventura, João Lemos Esteves, João Caiado Guerreiro e Zita Seabra.

Em 2016, publicou o livro Margem Direita - Crónicas Políticas, pela Chiado Editora, que reúne crónicas políticas escritas nos jornais Expresso e Sol.
Em 2018, publicou o livro Dia D - O Dia de "The Donald", sobre a eleição do presidente dos Estados Unidos da América Donald Trump.
Em 2015, publicou ainda um artigo na revista jurídica Julgar, intitulado "Sobre a interação entre o juiz e o legislador democrático no pensamento de Guido Calabresi".